# Nachgebühr

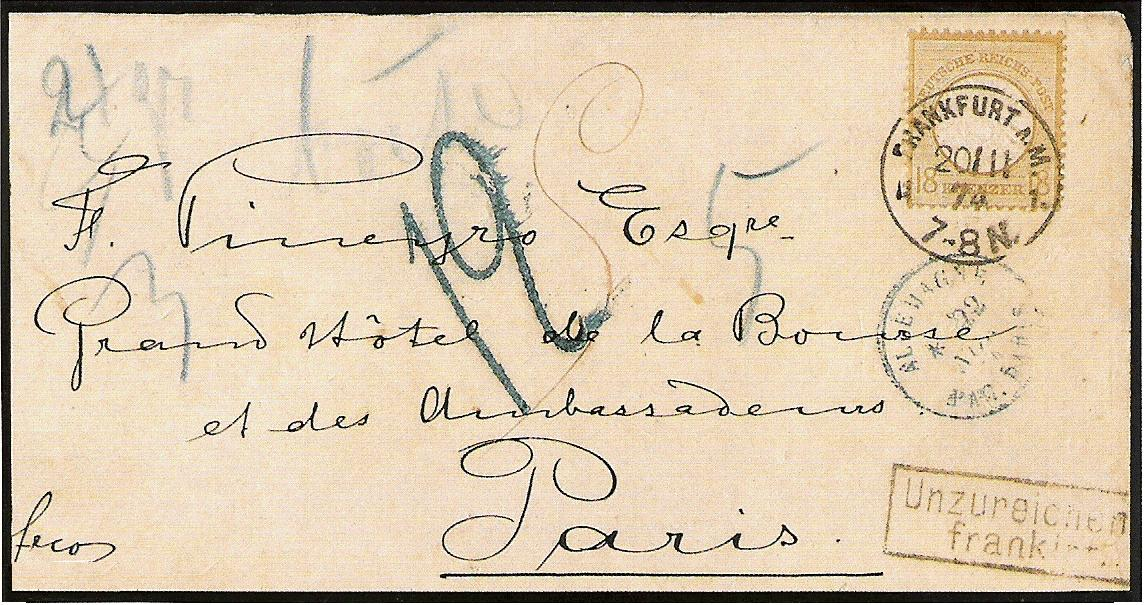
Stempel „Unzureichend frankiert“ (1874)

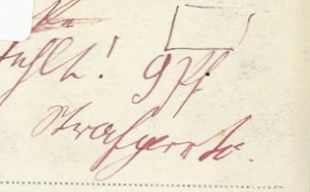
In den 1930er Jahren verwendete die Post in Deutschland den Begriff Strafporto.

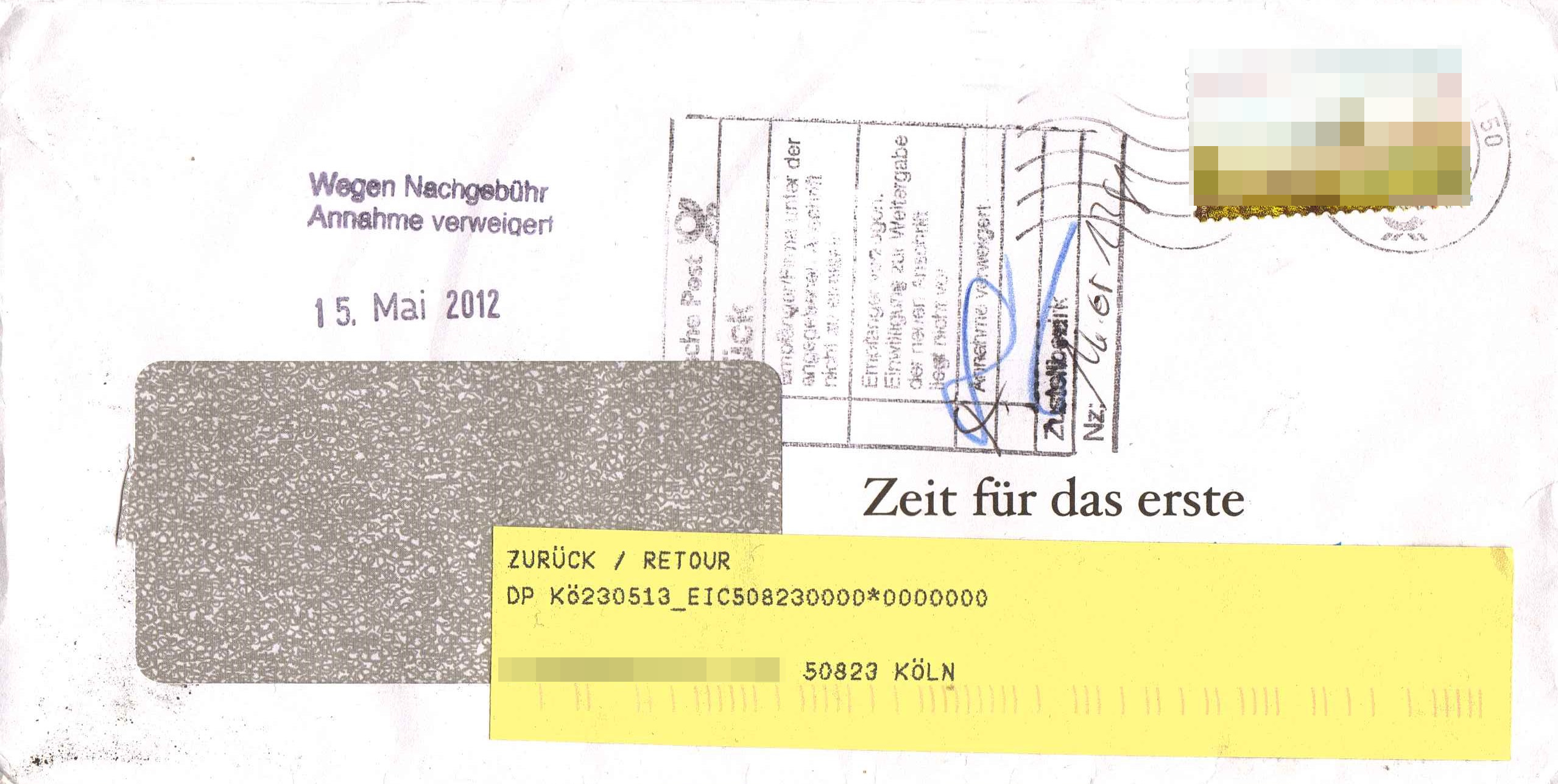
Briefumschlag, Annahme verweigert wegen Nachgebühr. Innerdeutsch, 2012

Unter Nachgebühr (in der Schweiz Nachporto) versteht man bei Postsendungen die Gebühr, die nicht vom Absender vorausbezahlt ist, sondern vom Empfänger eingezogen werden soll. Die Nachgebühr wurde früher Porto, die Briefgebühr Franco genannt. Die Deutsche Post AG spricht aktuell von Nachentgelt, das sich aus dem fehlenden Porto zuzüglich eines Einziehungsentgelts berechnet.
Die Postordnung und die Weltpostverträge haben weitgehend einen Frankierungszwang für Postsendungen festgelegt. Seitdem ist die relative Zahl der Sendungen mit Nachgebühr stark zurückgegangen. Sie entsteht bei nicht oder unzureichend  freigemachten Paketen, Briefen und Postkarten und bei nachgesandten Paketen und Wertsendungen. Für den Mehraufwand der Einziehung wird eine Gebühr erhoben. Die Höhe der Nachgebühr schwankte, zeitweise wurde ein einheitlicher Zuschlag, das Doppelte oder das eineinhalbfache des Fehlbetrages erhoben. Die Beträge wurden mit Blaustift auf der Sendung vermerkt und vom Empfänger eingezogen. Im Verkehr mit dem Ausland wurden gewöhnlich die Fehlbeträge von der Post mit Briefmarken nachgeklebt und die Nachgebühr vom Absender eingezogen.
Spätestens seit 2012 werden in Deutschland nicht ausreichend frankierte Sendungen in der Regel auf Grund des Frankierungszwanges an den Absender zurückgeschickt und mit einem gelben Aufkleber markiert, durch welchen allfällig vorhandene (nicht ausreichende) Briefmarken gültig bleiben. In Einzelfällen, z. B. wenn kein Absender angegeben ist, wird vom Empfänger zusätzlich zum fehlenden Porto ein Einziehungsentgelt je Brief/Kompaktbrief von 70 ct. (zwischen 2012 und 2015 60 ct.), Groß/Maxibrief 2 €, bei Fälschung oder Manipulation, wenn der Absender absichtlich das Entgelt nicht oder nicht vollständig entrichten will, von 50 € erhoben. Der Empfänger hat das Recht, die Annahme und die Zahlung des Einziehungsentgeltes zu verweigern, dann wird dieses Geld beim Absender eingetrieben. Die Post senkt auf Wunsch das Einziehungsentgelt auf 0,31 €/Sendung gegen Zahlung von 61 €/Monat. Ab der 37. Sendung pro Monat kann das günstiger werden.
Weiter wird bei Anschriftenprüfung gegebenenfalls ein Nachentgelt erhoben.